# Andamanenspreeuw
De Andamanenspreeuw (Sturnia erythropygius) is een vogelsoort uit de familie Sturnidae die voorkomt op de Andamanen en de Nicobaren van India.

## Ondersoorten
De soort telt drie ondersoorten:
- Sturnia erythropygius erythropygius op de Andamanen
- Sturnia erythropygius andamanensis op het eiland Car Nicobar
- Sturnia erythropygius katchalensis op het eiland Katchal van de Nicobaren.

1. ↑  (en) Andamanenspreeuw op de IUCN Red List of Threatened Species.